# Tribu urbana
Les tribus urbanes les componen una gran part de les agrupacions, juvenils majoritàriament, en les quals la gent es relaciona en el seu temps lliure i que es diferencien per la seva forma de vida. Aquestes tribus conformen una sèrie de cultura i art al seu voltant per al desenvolupament la seva moral o estil de vida i totes elles venen marcades per una profunda càrrega emocional gràcies a aquesta recerca per la realització personal i/o comunal. El segle xxi encara no ha produït cap d'aquests clans, sinó que més aviat s'han anat agrupant al voltant d'interessos comuns per a poder lluitar per la seua causa des d'un flanc major.
Les tribus urbanes es reconeixen per tenir una manera de vestir i uns símbols propis (estil de música, gestos, colors...) que els identifiquen com a tals. Acostumen a tenir unes estones de rituals en grup, de manera que els membres prefereixen la companyia d'altres persones de la mateixa tribu, freqüenten els mateixos llocs i tenen aficions similars. Les tribus urbanes sovint són temudes o perseguides, ja que se les associa a petits actes delictius o violents, o també al fracàs escolar.

## Tribus destacades
- Emos. El serrell els tapa un dels dos ulls, es fan la línia dels ulls amb un llapis negre, porten pearcings i prefereixen la roba fosca. Els agrada la música "Emotional Hardcore".[4]
- Heavies. Amb l'origen a la dècada del 1970, els agrada el metal o rock dur i vesteixen roba fosca, preferiblement negra com texans ajustats o caçadores de cuir amb claus. Acostumen a tenir els cabells llargs.[4]
- Frikis. Són fanàtics d'alguna cosa relacionada normalment amb els videojocs, els jocs de rol, els còmics, el manga, sèries de televisió o tecnologia. No es preocupen pel vestir. Entre els frikis hi ha Geeks (tecnologia), Otakus (cultura japonesa), Nerds (estudis), i Gamers (videojocs).[4]
- Gòtics. Tenen l'origen al Regne Unit a la dècada del 1980. Els agrada la roba fosca, la nit, el terror, i la música punk o heavy metal. Els agraden els pearcings, pintar-se la pell i objectes com punxes, creus, estrelles de cinc puntes o cadenes.[4]

- Grunges. Provinents de l'estètica punk, vesteixen samarretes de ratlles o dels seus grups preferits, texans i vambes Converse fosques. Els agraden grups com Nirvana, Pearl Jam, Sonic Youth i Soundgarden.[4]
- Hippies. Apareixen a la dècada del 1960 després de les injustícies de la guerra de Vietnam. Porten els cabells molt llargs i roba ampla d'estampats i bosses de tela o ganxet. Proclamen la pau mundial i l'amor entre les persones, són apolítics amb idees anarquistes. Els agrada el rock, pop i en general les cançons de protesta.[4]
- Latin Kings
- Hipsters. Són anticomercials en la música i el vestir. Els agrada el comerç local i el respecte al medi ambient i critiquen el consumisme desmesurat. Viuen a les grans ciutats amb un look bohemi amb característiques vintage. Els agrada la música indie, indie-rock i jazz i el cinema alternatiu en versió original.[4]
- Ñetas
- Mods
- Pelolais. Moviment femení amb origen a Xile de noies rosses, primes, altes, de cabells llargs i perfeccionistes. Vesteixen de marca i a vegades prefereixen internet a la vida real.[4]
- Pijos. Pertanyen a famílies adinerades i cuiden la seva estètica amb roba planxada i feta a mida, jerseis de llana sobre les espatlles lligats al pit, mitjons de rombes i sabates mocassí. Utilitzen gomina per als cabells. Els agraden les ulleres de sol i els rellotges i cotxes cars.[4]
- Poper
- Punks. Va aparèixer a l'Anglaterra de la segona meitat de la dècada del 1970. Són radicals i tenen simpatia pels skins, heavis i gòtics. Porten crestes de colors, jaquetes de cuir, anells a les orelles, tatuatges i botes militars. Els agrada la música punk i s'identifiquen amb els moviments anticapitalistes, okupes, antifeixistes i antimilitaristes.[4]
- Quillos, canis o poligoneros. Vesteixen amb xandalls de marca i complements d'or com cadenes. Tunegen els cotxes.[4]
- Rapers o hip-hoppers. Nascuts entre els joves negres de la Nova York de la dècada del 1970, els agrada la música rap i hip-hop. Critiquen les injustícies del sistema i ballen break dance, practiquen skate i pinten graffitis. Vesteixen amples, amb gorra, vambes esportives i marques americanes.[4]
- Rastafaris. Procedents dels negres de barris marginals profundament religiosos de la Jamaica de la dècada del 1930, vesteixen de manera despreocupada, amb cabells llargs i rastes, gorros de llana i complements amb els colors de la bandera d'Etiòpia. Els agrada el reggae i el seu cantant preferit és Bob Marley.[4]
- Skas. Neix a la Jamaica de la dècada del 1950, els agraden els missatges reivindicatius propers a les esquerres i l'anarquisme. Vesteixen amb quadres blancs i negres, xapes i tirants.[4]
- SHARPs. La seva estètica és similar als skinhead però critiquen els nazis, reivindiquen el seu origen multiracial i els agraden els símbols antifeixistes i anticapitalistes.[4]
- Skinheads o skins. Amb el cap rapat i indumentària militar, els agrada la música punk i els grups apolítics, anarquistes o neonazis. No els agrada que hi hagi homosexuals, jueus, negres ni immigrants.[4]
- Visuals o skins. Amb l'origen a finals de la dècada del 1980 a les ciutats japoneses, dediquen molt de temps a cuidar la seva imatge segons els cànons estètics japonesos. Els agrada la música del heavy metal nipó.[4]